# Mount K2
Mount K2 är ett berg i Winston Churchill Range (en del av Kanadensiska Klippiga bergen) i Alberta, Kanada. Berget är 3 090 meter högt och bestegs första gången 1938.